# Ваджих ад-Дин Масуд ибн Фазлуллах
Ваджих ад-Дин Мас’уд — лидер Сарбадаров Себзевара с 1338—1343 годов до своей смерти. При его правлении Сарбадарское государство приобрело характерную двойственную природу как светского, так и радикального шиитского государства.

## Ранее правление
Масуд был сыном Фазлуллах Баштини, братом Абд аль-Раззака и был одним из его сторонников когда тот захватил город Себзевар. Однако во время ссоры со своим братом Масуд заколол его ножом и занял его место в качестве лидера сарбадаров.
В отличие от Абд аль-Раззака, Масуд был проницательным дипломатом и политиком. Понимая, что он не может поддерживать политику недвусмысленной враждебности своего брата по отношению к хозяину Хорасана, претенденту Хулагуидов Тоге-Темура, он заключил мир со сторонниками Тоги-Темура из Хорасана и согласился чеканить монеты от его имени. Таким образом, Масуд смог удержать Себзевар без помех со стороны своих более могущественных соседей. В это мирное время он создал регулярную армию из кавалерии и солдат-рабов.
Чтобы заручиться большей поддержкой среди сабхари и жителей соседних регионов, которые были в основном шиитами, Масуд решил присоединиться к радикальному шиитскому священнослужителю шейху Хасану Джури. У шейха было значительное число сторонников в Себзеваре, и это дало бы Масуду значительное политическое преимущество. К несчастью для него, Джури был заключен в тюрьму Аргун шахом, вождем соседнего племени Джауни Курбан и сторонником Тоги-Темура. Аргун-шах, однако, направил большую часть своих сил на поддержку кампании Тоги-Темура против Чобанидов, что дало Масуду возможность пересечь территорию Джауни Курбана и освободить шейха.

## Конфликт с Тога-Темуром
В 1340 году Масуд и Хасан Джури нанесли удар по Аргун-шах Джауни Курбану. Несмотря на то, что обычно они были намного сильнее в военном отношении, большая часть сил Джауни Курбана ушла в кампанию против Чобанидов (которая вскоре закончилась неудачей). В последовавшем сражении Джауни Курбан потерпели поражение и были вынуждены покинуть Нишапур, который заняли сарбадары. Масуд, по-видимому, полагал, что до тех пор, пока он сохранит свой статус вассала Тоги-Темура, отправляя дань и сохраняя имя хана на монетах, последний будет готов игнорировать это нападение на Аргун-шаха. Однако в 1341 или 1342 году армия под командованием брата Тоги-Темура Али Кеуна была послана чтобы наказать сарбадаров. В последовавшем сражении войска Тоги-Темура были разбиты, а Али Кеун убит. Остатки армии, бежавшие в направлении Мазендерана, были преследуемы сарбадарами, которые убили многих чиновников Тоги-Темура. Затем были оккупированы Джаджарм, Дамган, Семнан и Горган, а Тога-Темур и его сторонники бежали в Мазендеран.
Таким образом, Масуд и Джури захватили большую часть западного Хорасана, но их отношения становились все более напряженными. Их взгляды на форму правительства сильно различались. Масуд опасался, что Джури намеревался установить радикальную шиитскую теократию, с согласия Масуда или без него. Хотя, Сабзевар был в основном шиитским, на недавно завоеванных территориях большинство населения составляли сунниты, что делало влияние Джури там минимальным. Джури выступал за насильственное обращение суннитов в шиизм, против чего выступал Масуд, чья база власти состояла из умеренных шиитов и суннитов. Масуд также отказался от сюзеренитета Тоги-Темура, но вместо этого решил признать Чобанидов, поскольку теперь у них была общая граница. Монеты были отчеканены от имени марионеточного хана Чобанидов Сулейман-хана. Поскольку и Чобаниды, и Сулейман-хан были суннитами, Джури ненавидел этот порядок.
Хотя конфликт между Масудом и Джури казался неизбежным, они оба согласились возглавить кампанию против куртов Герата, которые номинально были вассалами Тоги-Темура. Сарбадары двинулись на Герат в 1342 году; они были встречены куртским маликом Муиз ад-Дином Хусейном в Заве, и обе стороны начали сражаться. Сначала, битва казалось шла хорошо для сарбадаров, но затем Хасан Джури был сражен наемным убийцей, и его последователи, заподозрив в этом Масуда, немедленно покинули поле боя. Затем малик Муиз ад-Дин Хусейн смог контратаковать и победить Масуда. Тогда у сарбадаров не было иного выбора, кроме как прервать кампанию.

## Единоличное управление и Смерть
Масуд успешно восстановил единоличный контроль над сарбадарами, хотя в процессе он навсегда оттолкнул дервишскую организацию Джури. Враждебность дервишей к Масуду и его сторонникам в конечном итоге оказалась фатальной для преемников Масуда и заложила основу для нескольких десятилетий вражды между светскими и религиозными группировками государства. Однако самому Масуду, похоже, удалось избежать какой-либо негативной реакции со стороны сторонников Джури. Вместо этого он сосредоточился на устранении Тоги-Темура раз и навсегда. Власть хана по-прежнему ограничивалась Мазендераном, поэтому Масуд начал искать поддержки у местных правителей против Тоги-Темура. Хотя некоторые обещали ему свою поддержку, Бавандиды и Падуспаниды отказались от своей верности хану.
Таким образом, Масуд вторгся в Мазендеран в 1344 году вместе с несколькими враждебными второстепенными династиями, объединившимися против него. Когда сарбадары двинулись на Амоль, бавандид Хасан II из Табаристана решил покинуть город. Затем он развернулся и разгромил гарнизон Сарбадаров в Сари, отрезав Масуду путь отступления. Несмотря на это, Масуд решил идти дальше. Однако, когда Бавандиды атаковали его с тыла, а падуспанид Искандер II встретил его спереди, Масуд был окружен. Сарбадары были уничтожены, а Масуд попал в плен к Падуспанидам. Он был передан сыну одного из бывших чиновников Тоги-Темура, который погиб сражаясь с сарбадарами в 1341—1342 годах, и казнен. Мухаммад Ай-Тимур, которого Масуд оставил во главе Себзевара перед началом кампании, взял государство под свой контроль, после смерти Масуда.